# Kabinett Mifsud I
Das maltesische Kabinett Mifsud I wurde am 22. September 1924 von Premierminister Ugo Pasquale Mifsud von der Maltese Political Union (MPU) sowie später der Partit Nazzjonalista (PN) gebildet. Es löste das Kabinett Buhagiar ab und befand sich bis August 1927 im Amt.

## Geschichte

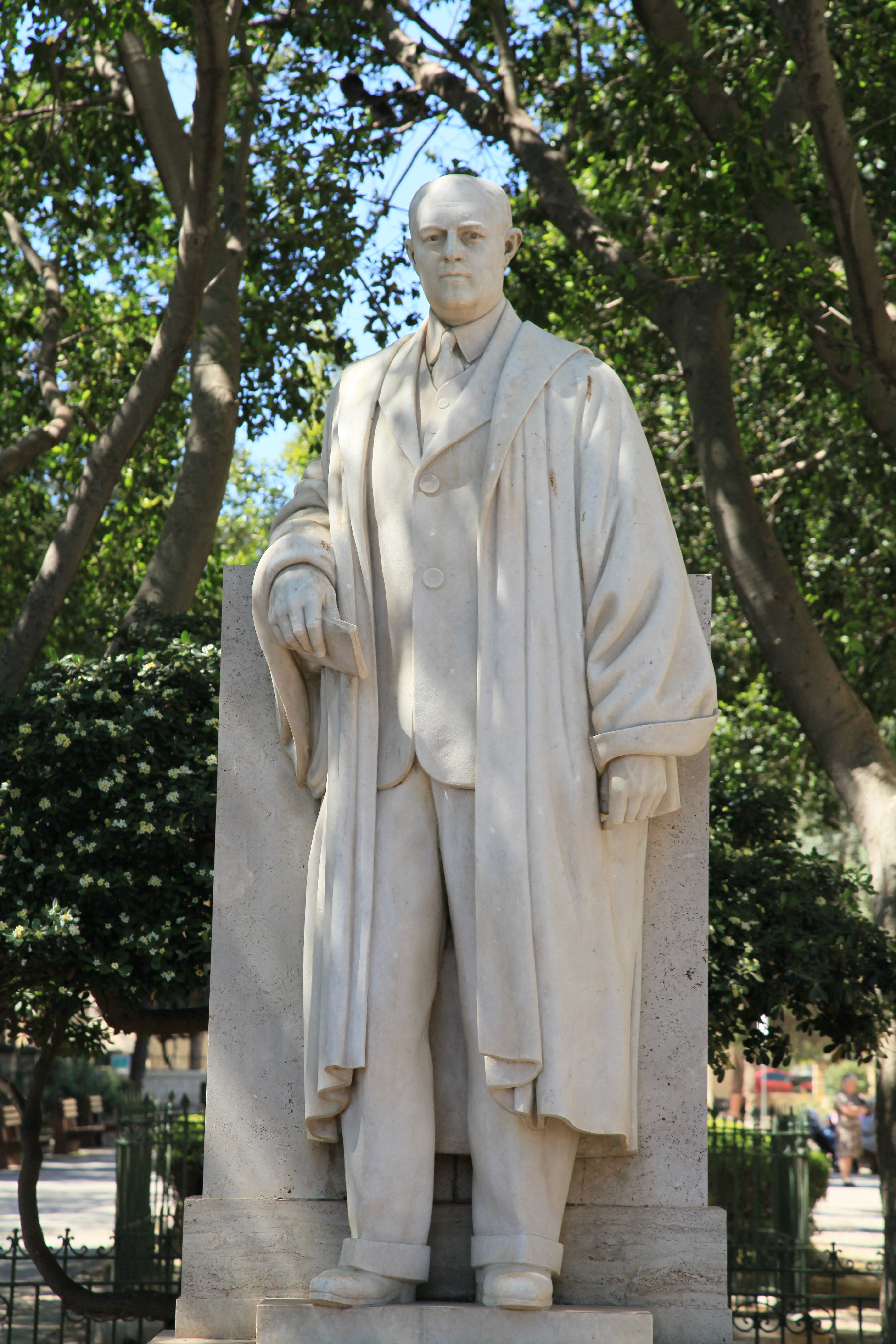
Statue von Ugo Pasquale Mifsud in Floriana

Bei den Wahlen zum Repräsentantenhaus am 9. und 10. Juni 1924 erzielte sowohl die Constitutional Party (CON) von Gerald Strickland mit 8.172 Stimmen (34 Prozent) als auch die Maltese Political Union (MPU) des bisherigen Premierministers Francesco Buhagiar mit 6.553 Wählerstimmen (27,2 Prozent) jeweils 10 Sitze im 32-köpfigen Parlament. Die Partit Laburista (PL) unter ihrem Vorsitzenden William Savona konnte mit 4.632 Stimmen (19,2 Prozent) 7 Abgeordnete stellen, während auf die Democratic Nationalist Party (DNP) von Enrico „Nerik“ Mizzi 4.188 Wählerstimmen (17,4 Prozent) bekam und 5 Mandate erreichte.
Zunächst setzte Premierminister Buhagiar seine Regierung als Minderheitsregierung fort, ehe er am 22. September 1924 zurücktrat und Richter am Obersten Gericht wurde. Daraufhin übernahm der bisherige Finanzminister Ugo Pasquale Mifsud das Amt des Premierministers und bildete eine Koalition mit der DNP Mizzis, wobei auch diese Regierung nur über 15 der 32 Mandate verfügte. Andererseits war aber die CON Stricklands nicht bereit, eine Koalition mit der PL Savonas zu bilden. Unmittelbar nach seinem Amtsantritt unterstrich Mifsud den Anspruch auf die maltesische Selbstbestimmung, in dem er den Amtssitz des Premierministers vom Gouverneurspalast (Governor’s Palace) in die Auberge Aragon verlegte, die bis März 1972 Amtssitz des jeweiligen Premierministers blieb.
1926 schlossen sich die MPU Mifsuds sowie Mizzis DNP unter dem Namen Nationalistische Partei (Partit Nazzjonalista) zusammen und beide Politiker wurden Co-Vorsitzende der neuen Partei. Bei den Wahlen am 7. und 9. August 1927 erlitt die PN jedoch eine Wahlniederlage und konnte mit 14.321 Stimmen (41,5 Prozent) nur 13 der 32 Sitze im Repräsentantenhaus erzielen. Stricklands Constitutional Party erhielt mit 14.290 Wählerstimmen (41,5 Prozent) aufgrund der übertragbaren Einzelstimmgebung allerdings 15 Sitze. Die Partit Laburista kam auf 5.011 Stimmen (14,5 Prozent) und verlor vier ihrer sieben Sitze, so dass sie nur noch mit 3 Sitzen im Parlament vertreten war. Darüber hinaus gehörte ein Parteiloser dem Repräsentantenhaus an. Daraufhin wurde das Kabinett Strickland von Gerald Strickland gebildet, da eine Koalition der anderen im Parlament vertretenen Parteien nicht in Frage kam.

## Minister
| Amt                                                                | Name                      | Partei        |
| ------------------------------------------------------------------ | ------------------------- | ------------- |
| Premierminister                                                    | Ugo Pasquale Mifsud       | MPU – 1926 PN |
| Finanzminister                                                     | Carmelo Mifsud Bonniċi    | DNP – 1926 PN |
| Justizminister                                                     | Carlo Mallia              | DNP – 1926 PN |
| Bildungsminister                                                   | Monsignore Enrico Dandria | MPU – 1926 PN |
| Minister für öffentliche Arbeiten                                  | Giovanni Adami            | MPU – 1926 PN |
| Minister für Post, Handel, Industrie, Fischerei und Landwirtschaft | Enrico „Nerik“ Mizzi      | DNP – 1926 PN |
| Gesundheitsminister                                                | Carm Mifsud               |               |